# Plaine obscure
 (décembre 2019).
Plaine obscure (titre original : A Darkling Plain) est un roman de science-fiction écrit par Philip Reeve, publié en 2006 puis traduit en français et publié en 2010. Il est le quatrième et dernier volume de la série de livres Tom et Hester (Mortal Engines Quartet).